# Talagona
Il Talagona è un corso d'acqua a carattere torrentizio delle Dolomiti. Nasce alle pendici di Cima Spé, nel versante settentrionale del  gruppo degli Spalti di Toro. Nel tratto iniziale, fino alla confluenza con il rio Pra de Toro, prende il nome di ru de Val. Percorre la val Talagona fino a sfociare nel lago di Centro Cadore, dopo un percorso di complessivi 6,51 km, sulla sponda opposta rispetto a Domegge di Cadore.
La Val Talagona, per la sua ricchezza d'acque, fa parte dell'area protetta “Val Talagona – Gruppo Monte Cridola – Monte Duranno”,  sito di interesse comunitario.